# Sowdenův dům
Sowdenův dům (anglicky: John Sowden House), také známý jako Jaws House je vila postavená v roce 1926 v Los Feliz v Los Angeles v Kalifornii. Dům připomínající rozevřenou tlamu žraloka navrhl Frank Lloyd Wright Jr., který ozdobil fasádu unikátní metodou strukturovaných betonových bloků, vytvořenou jeho otcem Frankem Llyodem Wrightem. Otec i syn se inspirovali architekturou mayských chrámů tzv. mayský revival.

## Architektura a design
Původním majitelem, pro kterého byl dům postaven byl fotograf a malíř John Sowden, který najal svého přítele Lloyda Wrighta, aby mu postavil dům na Franklin Ave v Los Feliz. Dům byl postaven pomocí betonových tzv. textilních bloků s mayskými motivy. Ústřední motivem domu je jeskyni podobný přední vchod s měděnými vraty, za nímž se nachází úzké hrobce podobné schodiště. Půdorys budovy má obdélníkový tvar, přičemž všechny pokoje domu se otevírají do centrálního dvora prostřednictvím úzké chodby. Na dvoře se původně nacházel dlouhý bazén a fontána, které byly odstraněny někdy před rokem 1940.
Stavební styl domu je podobný rezidencím v oblasti Los Angeles, které na začátku 20. let navrhl Frank Lloyd Wright jako je např. Ennisův dům. V době, kdy byl dům postaven, nebyl veřejností ani kritiky přijat příliš pozitivně. Kritici se vysmívali použití betonových bloků, tedy nejlevnějšího dostupného materiálu na stavbu luxusního domu. Názory se však s časem změnily a domy s Wrigtovými textilními bloky patří nyní k nejznámějším domům v této oblasti. Jsou chválené pro svou inovativnost a nápaditý styl. Některé byly i přidány do amerického národního registru historických památek.
Sowdenův dům je považován za jedno z nejdůležitějších děl Lloyda Wrighta. Když Wright v roce 1978 zemřel, deník Los Angeles Times napsal, že Sowdenův dům by měl být chápán jako „vrchol jeho práce na rezidenčních stavbách”. O ostrých hřebenech a liniích domu se říká, že připomínají otevřené čelisti velkého bílého žraloka, podle čeho si také vysloužil přezdívku Jaws House (Dům čelistí). Bylo také popsáno, že má „kultovní, zadumaný“ vzhled. Los Angeles Times to dodatečně popsal jako „panské sídlo v kvazi mayském stylu, zjevení z jiného světa, které se tyčí nad Franklin Avenue v Los Feliz“ a „vyzývá ulici.“

## Historie
Stavebník John Sowden si přál reprezentativní dům v němž by mohl bavit své přátele z hollywoodské filmové komunity. V domě však žil pouze několik let a možná i kvůli negativní kritice vzhledu domu se jej nakonec rozhodl prodat. V roce 1930 dům koupila Ruth Rand Barnett. Znovu byl prodán v letech 1936, 1944 a 1945. Pátým majitelem byl letech 1945–1950 losangeleský lékař Dr. George Hodel, který byl hlavní podezřelý v případě vraždy Černé Dahlie, ačkoli nikdy nebyl jako podezřelý jmenován veřejně. Jeho syn Steve Hodel, bývalý vyšetřovatel z oddělení vražd v Los Angeles, vydal v roce 2003 knihu Black Dahlia Avenger v níž uvedl, že Černou Dahlii (Elizabeth Short) mučil, zavraždil a zohavil jeho otec ve sklepě Sowdenova domu. Steve Hodel také tvrdí, že jeho otec spáchal v domě další vraždy a oběti pohřbil buď ve sklepě nebo na pozemku domu, než v roce 1950 uprchl ze země. Přestože dle jeho tvrzení, psi vycvičení na hledání ostatků, indikovali přítomnost lidských ostatků na pozemku, nebyly provedeny žádné výkopové práce, které by to potvrdily.
V roce 2001 byl dům nabídnut k prodeji za 1 575 000 dolarů. Za 1,2 miliony dolarů jej zakoupil Xorin Balbes, který řekl, že z domu byla ruina, když ho koupil. Do jeho obnovy investoval 1,6 milionu dolarů, ačkoli některé z jeho úprav si vysloužily kritiku od památkářů, stejně jako od syna Lloyda Wrighta, Erica Lloyda Wrighta. Ten pochválil novou kuchyni a úpravu pozemků, ale kritizoval umístění bazénu doprostřed vnitřního dvora, který byl původně navržený pro setkávání hostů a pořádání happeningů.
Po renovaci byl dům několikrát prodán. V září 2016 byl na prodej za 4 795 000 dolarů. V roce 2018 vyšla zpráva, že dům zakoupil Dan Goldfarb. V červenci 2022 byl dům opět prodán za 6,16 milionu dolarů Nateovi Daneshgarovi.

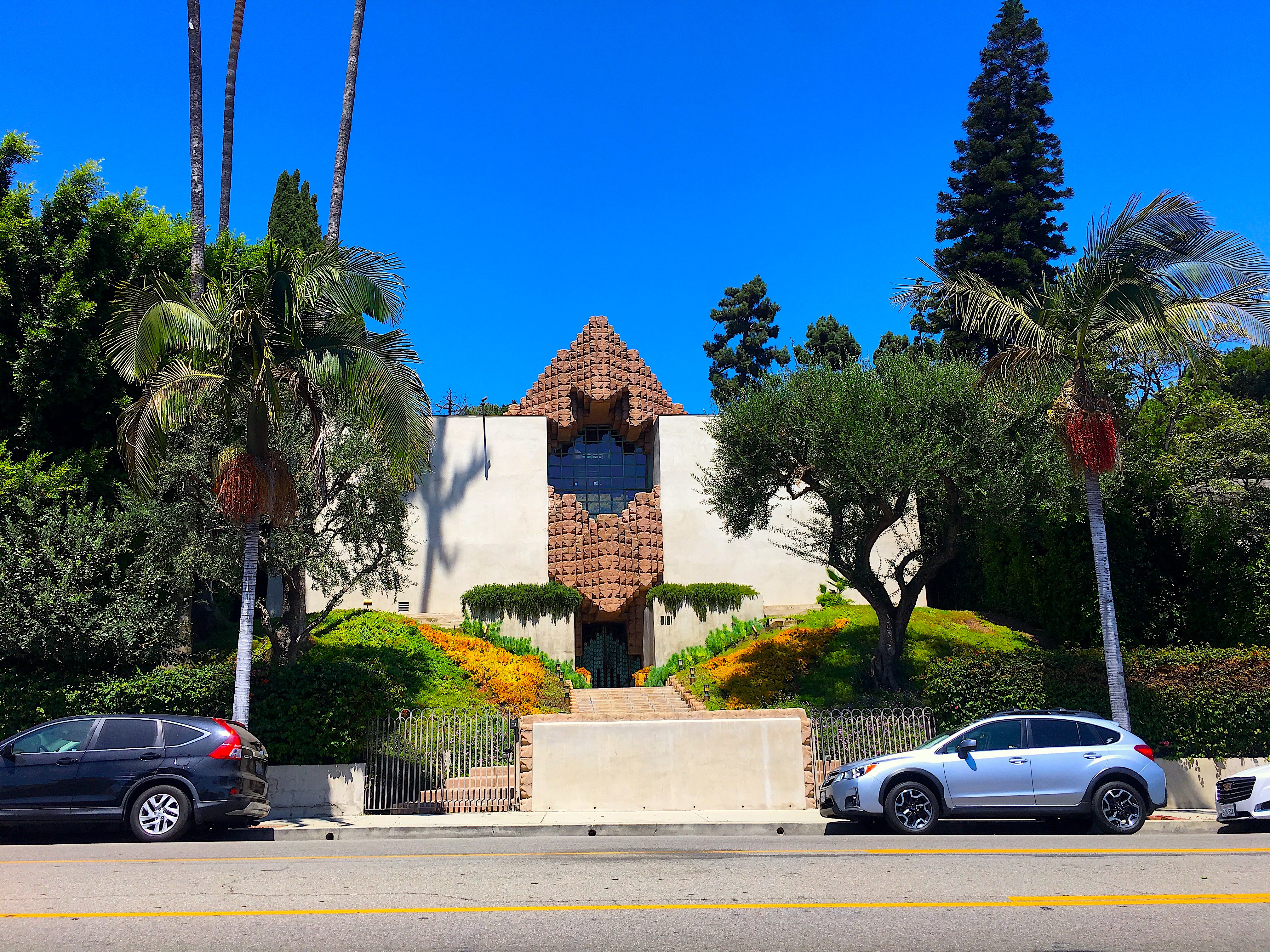
Pohled z ulice (2019)
Vstupní brána (1933)
Dvůr (1933)
Obývací pokoj (1933)
Chodba (1933)

## V kultuře
- Sowdenův dům se objevil ve dvou scénách ve filmu L. A. - Přísně tajné (1997) režiséra Curtise Hansena.
- Ve filmu Letec (2004) režiséra Martina Scorsese byl domem Avy Gardner.[14]
- Dům byl jedním z míst v 6. sérii pořadu Amerika hledá topmodelku[15]
- Objevil se také v pořadu Lovci přízraků.[16]
- Dům lze vidět i ve videoklipu ke skladbě „I Dare You” od The XX.[17]
- V domě se natáčela televizní minisérie Já jsem noc (2019) o Dr. Hodelovi a jeho odcizené vnučce Fauně Hodel.[18]